# Fatimé Boukar Kossei
Fatimé Boukar Kossei née le 1er janvier 1988 à Moundou, est une femme politique tchadienne,. Elle est Ministre de l'Action Sociale, de la solidarité nationale et des affaires humanitaire depuis le 2 janvier 2024 au 6 janvier 2025,.

## Parcours
En 2019, Fatimé Boukar Kossei est nommée préfète du Département du Batha Ouest. Ensuite elle occuppe le poste de conseillère à la jeunesse et aux sports à la Présidence de la République en 2021.